# Grzegorz Bąbiak
Grzegorz Paweł Bąbiak (ur. 10 czerwca 1973 w Warszawie) – polski historyk, dr hab., specjalizujący się w historii Polski XIX wieku, nauczyciel akademicki Uniwersytetu Warszawskiego.

## Życiorys
Syn Mieczysława i Teresy z d. Sławińskiej. W 1997 ukończył studia historyczne na Uniwersytecie Warszawskim. Pracę magisterską poświęconą kardynałowi Fryderykowi Jagiellończykowi pisał na seminarium Edwarda Potkowskiego. W 2002 obronił pracę doktorską z zakresu literaturoznawstwa pt. Między europejskością a swojskością „Chimery” Zenona Przesmyckiego (promotor: Danuta Knysz-Tomaszewska). Habilitował się w marcu 2012 na podstawie rozprawy „Sobie, ojczyźnie czy potomności?”. Wybrane problemy mecenatu kulturalnego elit na ziemiach polskich w XIX w.
Do 2024 pełnił funkcję dyrektora Instytutu Polonistyki Stosowanej UW oraz kierownika Zakładu Edytorstwa i Stylistyki. Jest także pracownikiem Zakładu Historii Idei i Dziejów Inteligencji w XIX–XX wieku w Instytucie Historii PAN. Promotor jednej rozprawy doktorskiej.

## Publikacje
- Bibliografia zawartości „Życia” warszawskiego i krakowskiego „Strumienia” oraz „Chimery”, wyd. 2000
- Metropolia i zaścianek. W kręgu „Chimery” Zenona Przesmyckiego, wyd. 2002
- Czytanie modernizmu, wyd. 2004 (wspólnie z Marią Jolantą Olszewską)
- Sobie, ojczyźnie czy potomności… Wybrane problemy mecenatu kulturalnego elit na ziemiach polskich w XIX wieku, wyd. 2010
- Na rogu Stalina i Trzech Krzyży. Listy do Jerzego Borejszy 1944–1952,, wyd. 2014 (wstęp, opracowanie i redakcja)
- Funeralia narodowe. Pogrzeby patriotyczne Polaków w czasach niewoli (Eseje historyczne), wyd. 2016
- Szkoła rozumu i charakteru : Szkoła Główna Warszawska (1862-1869): materiały do dziejów, wyd. 2019